# Surinamite
La surinamite è un minerale.